# Вулфгерст (Огайо)
Вулфгерст (англ. Wolfhurst) — переписна місцевість (CDP) в США, в окрузі Бельмонт штату Огайо. Населення — 1119 осіб (2020).

## Географія
Вулфгерст розташований за координатами 40°4′8″ пн. ш. 80°46′51″ зх. д. / 40.06889° пн. ш. 80.78083° зх. д. (40.068855, -80.780796).  За даними Бюро перепису населення США в 2010 році переписна місцевість мала площу 1,30 км², з яких 1,26 км² — суходіл та 0,04 км² — водойми.

## Демографія
Згідно з переписом 2010 року, у переписній місцевості мешкало 1239 осіб у 585 домогосподарствах у складі 292 родин. Густота населення становила 951 особа/км².  Було 649 помешкань (498/км²).
Расовий склад населення:
| - 94,2 % — білих - 3,5 % — чорних або афроамериканців - 0,4 % — азіатів |

До двох чи більше рас належало 1,9 %. Частка іспаномовних становила 0,2 % від усіх жителів.
За віковим діапазоном населення розподілялося таким чином: 15,8 % — особи молодші 18 років, 58,1 % — особи у віці 18—64 років, 26,1 % — особи у віці 65 років та старші. Медіана віку мешканця становила 49,9 року. На 100 осіб жіночої статі у переписній місцевості припадало 85,5 чоловіків;  на 100 жінок у віці від 18 років та старших — 84,3 чоловіків також старших 18 років.
Середній дохід на одне домашнє господарство  становив 33 786 доларів США (медіана — 21 250), а середній дохід на одну сім'ю — 44 697 доларів (медіана — 25 000). Медіана доходів становила 48 205 доларів для чоловіків та 26 544 долари для жінок. За межею бідності перебувало 32,0 % осіб, у тому числі 59,4 % дітей у віці до 18 років та 0,0 % осіб у віці 65 років та старших.
Цивільне працевлаштоване населення становило 401 осіб. Основні галузі зайнятості: освіта, охорона здоров'я та соціальна допомога — 30,9 %, роздрібна торгівля — 17,7 %, транспорт — 12,0 %, будівництво — 11,0 %.